# Four-in-Hand

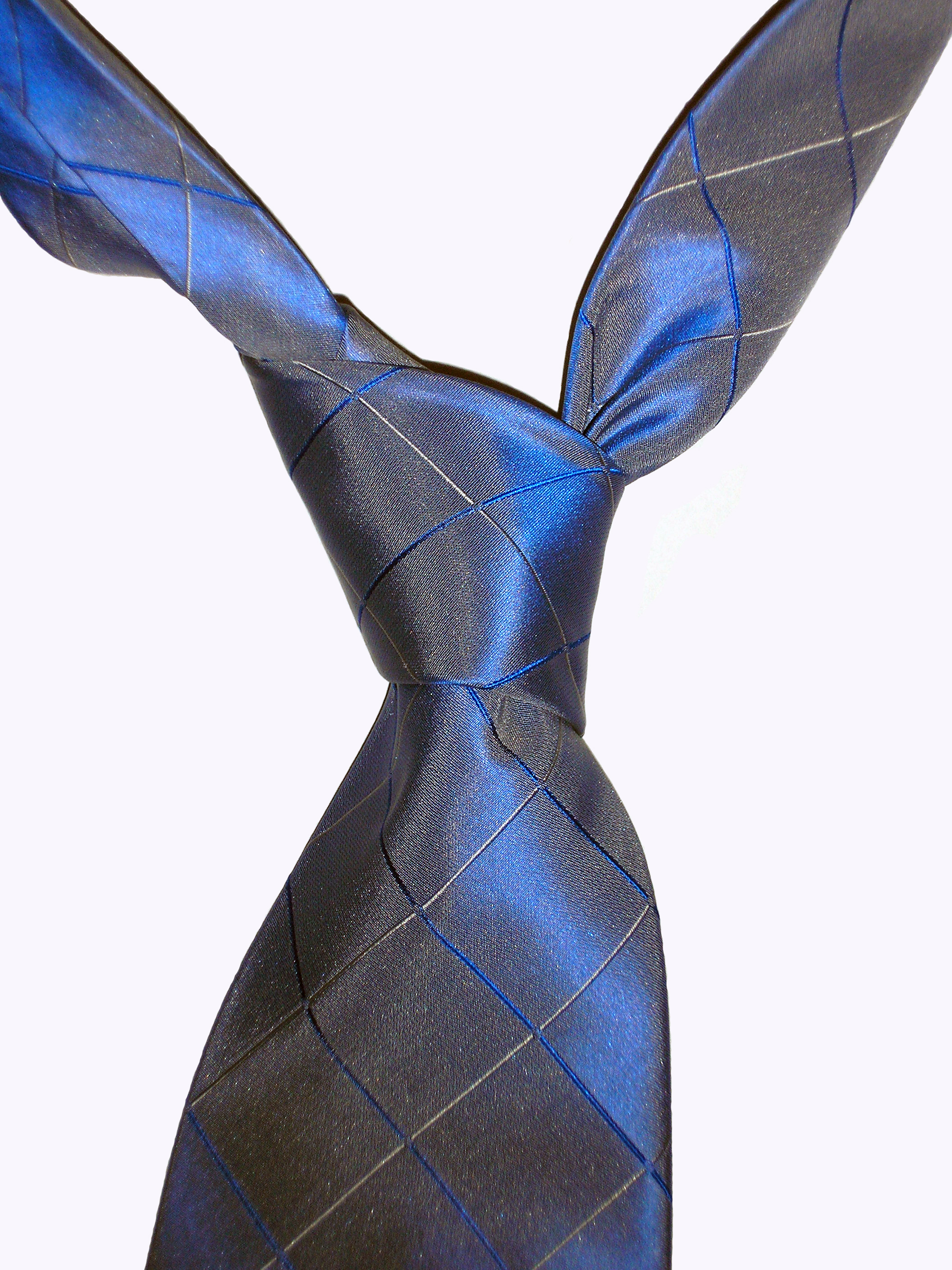
Krawatte mit Four-in-Hand-Knoten.

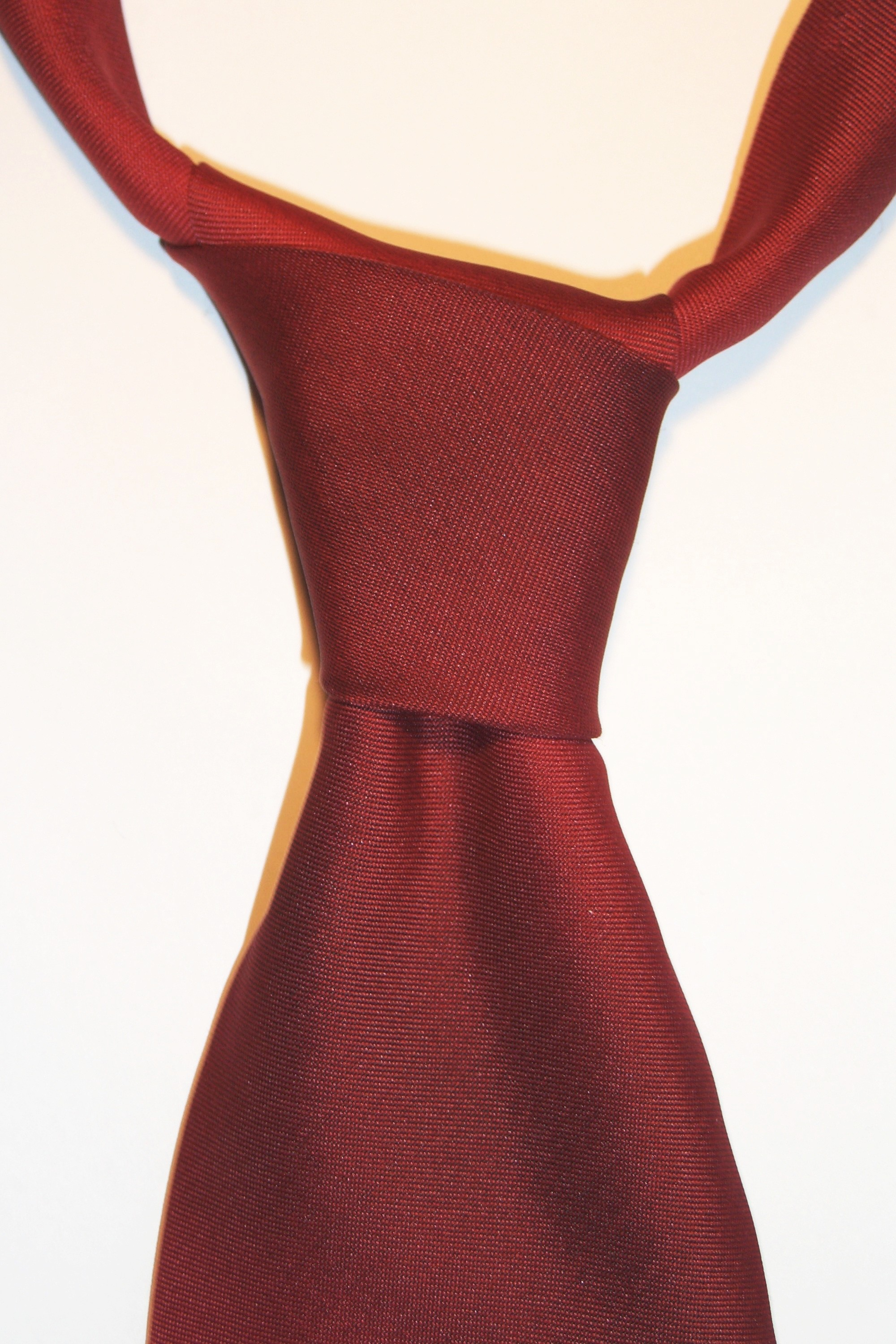
Krawatte mit Four-in-Hand-Knoten mit Dimple.

Der Four-in-Hand-Krawattenknoten oder einfacher Krawattenknoten ist eine Möglichkeit, eine Krawatte zu binden.

## Geschichte
Der genaue Ursprung des Knotens ist nicht eindeutig geklärt. Eine Theorie besagt, dass Kutscher ihre Zügel mit diesem Knoten versahen, eine andere besagt, dass die Kutscher ihre Schals in dieser Art banden. Der Namensteil four (englisch für Vier) würde daher stammen, dass vier Pferde angespannt waren. Eine weitere Möglichkeit der Herkunft ist der Four-in-Hand-Club in London, bei dem diese Krawatte getragen wurde und in Mode kam.
Neben dem einfachen Windsorknoten und dem doppelten Windsorknoten ist der Four-in-Hand-Knoten eine Möglichkeit, die Krawatte bei der Uniform der United States Army zu binden.

## Aussehen
Der Four-in-Hand-Knoten ist ein schmaler und asymmetrischer Krawattenknoten. Er passt zu allen Krawatten und Krägen mit Ausnahme von sehr breiten Krägen. Er wird als „eleganter Knoten“, der „zu allen Anlässen passt“, beschrieben.

## Bindung
Durch die einfach durchzuführende Bindung ist dieser Knoten für Anfänger geeignet.
Die Krawatte wird mit der Naht nach unten und mit dem breiten als dem längeren Ende um den Hals gelegt. Das breite Ende wird über das schmale Ende gekreuzt, hinter dem schmalen Ende herumgeführt und ein Mal über die Vorderseite gelegt. Danach wird das breite Ende hinter das schmale Ende gelegt und durch die durch die Umdrehung entstandene Schlaufe gezogen; der Knoten wird festgezogen, bis er eng am Kragen anliegt. Wie bei allen Krawattenknoten sollte der Abschluss knapp über dem Gürtel liegen.